# El sabor de les coses simples
El sabor de les coses simples (títol original, Umami) és una pel·lícula francojaponesa escrita i dirigida per Slony Sow i estrenada el 2022. Es va preestrenar al Festival Primers Plans d'Angers de 2022. S'ha doblat i subtitulat al català.

## Sinopsi
Gabriel Carvin, un xef estrella de Saumur, rep la seva tercera estrella de cristall per un crític gastronòmic. El mateix vespre la seva dona, la Louise, el deixa. Aquesta separació brutal desencadena una crisi familiar. Per a Gabriel, els fets li colpegen directament al cor. Per aclarir la ment, viatja al Japó, la qual cosa li permet retrobar-se amb els simples plaers de l'amistat, i intentar descobrir els misteris de l'umami, el cinquè sabor del paladar.

## Repartiment
- Gérard Depardieu: Gabriel Carvin
- Sandrine Bonnaire: Louise Carvin
- Pierre Richard: Rufus
- Rod Paradot: Nino Carvin
- Bastien Bouillon: Jean Carvin
- You: Noriko
- Kyōzō Nagatsuka: Tetsuichi Morita
- Eriko Takeda: Fumi Morita
- Kyōko Koizumi: Taya
- Antoine Duléry: Robert
- Zinedine Soualem: Mohamad
- Assa Sylla: la reservadora